# 長崎県道190号千綿渓線
長崎県道190号千綿渓線（ながさきけんどう190ごう ちわたけいせん）は、長崎県東彼杵郡東彼杵町を通る一般県道である。

## 概要
東彼杵郡東彼杵町瀬戸郷から東彼杵郡東彼杵町八反田郷に至る。
県道の先は多くの滝・淵・岩場が連続する自然景勝地「千綿渓」で、千綿川の両岸には森林に覆われた断崖がそびえる。奥には大きな滝と淵からなる「龍頭泉」があり、周囲に遊歩道・キャンプ場などがある。

### 路線データ
- 起点：長崎県東彼杵郡東彼杵町瀬戸郷
- 終点：長崎県東彼杵郡東彼杵町八反田郷（八反田郷交差点、国道34号交点）
- 総延長：3.9 km

## 地理

### 通過する自治体
- 東彼杵郡東彼杵町

### 交差する道路
| 交差する道路                            | 交差する場所 | 交差する場所          |
| --------------------------------------- | ------------ | --------------------- |
| 大村東彼広域農道 / 大村湾グリーンロード | 八反田郷     | [ 注釈 1 ]            |
| 国道34号                                | 八反田郷     | 八反田郷交差点 / 終点 |

### 交差する鉄道
- 西九州新幹線

### 沿線
- 千綿渓
- 千綿川